# Hippolyte Abraham-Dubois
Hippolyte Abraham, dit Abraham-Dubois , né le 11 mars 1794 à Avranches et mort le 3 octobre 1863 à Paris (12e arrondissement), est un homme politique français.

## Biographie
Fils de magistrat avranchin, Hippolyte Abraham s'engage dans une carrière militaire. Après l’école de Saint-Cyr, dont il sort en 1812, il participe au sein de la Grande Armée à la campagne d'Allemagne, et est blessé à Dresde et à Külhm, puis fait prisonnier et interné en Hongrie jusqu'à la chute de l'Empire.   
Il se marie le 25 septembre 1820 à Avranches avec Clémentine Suzanne Louise James-Duhamel. Contrairement à ce qui est dit dans les livres, il n'a pas ajouté le nom de sa femme au sien. En effet, il a simplement fait ajouter "Dubois" à son nom patronymique avant son mariage, ceci vient du fait que son père était Sieur du Bois.    
Titulaire d'une demi-solde, il préfère démissionner de l'armée et achète une étude de notaire à Granville. Partisan de la Monarchie de Juillet, il est nommé maire de Granville le 1er août 1830 et membre du conseil général de la Manche la même année, jusqu'en 1833. Il est élu député de la Manche le 27 mai 1832 pour l'arrondissement d’Avranches, en remplacement d'Auguste-François Angot, démissionnaire. Il siège au centre et soutient la majorité gouvernementale, ce qui lui vaut en 1833, d'être nommé conseiller référendaire de deuxième classe à la Cour des comptes. Cependant, il soutient le 25 avril 1833 un amendement du général Bertrand pour l'octroi du traitement de la Légion d’honneur aux sous-officiers et soldats nommés par Napoléon durant les Cent-Jours, lui valant le reproche de Lamartine de soutenir l'opposition bonapartiste. De même, le 24 mai 1834, il s'oppose au gouvernement contre les infractions punissables de la déportation, pour les insurgés revêtus d’un uniforme ou d’insignes militaires. Réélu au Parlement 21 juin 1834, il s'inscrit alors dans l’opposition bonapartiste. En 1837, il contribue au rejet de la loi prévoyant le renvoi devant des conseils de guerre les militaires, et des tribunaux ordinaires les civils, accusés de conspiration, à la suite de la tentative de soulèvement de Strasbourg par le prince Louis-Napoléon Bonaparte en octobre 1836. Le 8 mai 1837, il combat le projet de loi sur le sel. 
Il est ensuite réélu à la Chambre le 4 novembre 1837, 2 mars 1839, 10 juillet 1842 et 2 août 1846. Il s'oppose notamment à la proposition de Duvergier de Hauranne pour le remplacement du vote secret par le vote au scrutin public, le 22 mars 1843, et parla le 28 mai 1845 et le 8 juin 1846, pour une colonisation plus intelligente et plus féconde en Algérie, et pour déplorer, sans le condamner, la guerre contre les autochtones.
À la naissance de la Seconde République, il est élu à l'Assemblée constituante par les électeurs de la Manche, sur une liste de conservateurs et républicains modérés, 7e représentant sur 15, et au conseil général de la Manche pour le canton de Pontorson. Il démissionne la même année de l'assemblée départementale, et ne se représente pas à la députation en 1849. Durant ce mandat, il se prononce contre l’amendement Pascal Duprat à la loi rétablissant le cautionnement, pour le rétablissement de la contrainte par corps, pour le maintien de l’état de siège (proposition Cavaignac, pour l’impôt proportionnel préféré à l’impôt progressif, contre l’amendement Deville sur l'abolition du remplacement militaire, pour la proposition Rateau de dissolution de la Constituante, et pour la proposition Odilon Barrot sur l’interdiction des clubs. 
Il se consacre ensuite jusqu’à sa mort à ses fonctions de conseiller référendaire à la Cour des comptes, de première classe à partir de 1854.

## Source
- « Hippolyte Abraham-Dubois », dans Adolphe Robert et Gaston Cougny, Dictionnaire des parlementaires français, Edgar Bourloton, 1889-1891 [détail de l’édition]